# Jagdgeschwader 233
Das Jagdgeschwader 233 war ein Verband der Luftwaffe der Wehrmacht vor dem Zweiten Weltkrieg.

## Geschichte
Die I. Gruppe des Jagdgeschwaders 233 bildete sich am 1. November 1938 aus der I. Gruppe des Jagdgeschwaders 135 in Bad Aibling. (Lage) Ein Geschwaderstab oder weitere Gruppen existierten nicht. Die I. Gruppe war anfangs mit der Messerschmitt Bf 109D, später mit der Bf 109E ausgestattet.
Am 1. Mai 1939 trat das neue Benennungsschema der Luftwaffe in Kraft. Aufgrund dessen firmierte die I. Gruppe in die I. Gruppe des Jagdgeschwaders 51 um. Damit hatte das Geschwader aufgehört zu bestehen.

## Gruppenkommandeure
I. Gruppe
- Major Ernst Freiherr von Berg, 1. November 1938 bis 1. Mai 1939[3]

## Bekannte Geschwaderangehörige
- Josef Priller (1915–1961), war ein deutscher Brauer